# 尼基·肖里
尼古拉斯·"尼基"·肖里（英語：Nicholas "Nicky" Shorey，1981年2月19日—）是一名英格蘭足球運動員，擔任左後衛。他是少數曾分別在四級英格蘭足球聯賽上陣過的球員之一。

## 生平

### 球會
奧連特
梳利在足球事業始於1998年在莱顿东方擔任學徒球員，之後升上一隊，在1999/2000年賽季和2000/01年賽季間中有機會代表奧連特在丙組〈第四級〉聯賽上陣，其間吸引了當時尚在乙組〈第三級〉聯賽角逐的雷丁主教練（Alan Pardew）。
雷丁
梳利在2001年2月10日轉會雷丁，轉會費25,000英鎊，梳利很快融入球隊，成為一隊的主力成員，雷丁取得聯賽亞軍並獲得升班甲組〈第二級〉聯賽的資格，其出色的表現導致球隊在季後放棄原本擔任左閘的馬特·羅賓遜（Matt Robinson）。2002年10月28日主場對巴拉福特，梳利射入個人首個入球兼協助球隊1-0獲勝；2003年4月15日主場5-1大破普雷斯頓，梳利射入一個十二碼，確保雷丁取得升班附加賽資格，但在首輪兩回合累計1-3負於狼隊。2003年8月9日聯賽揭幕戰作客葉士域治，下半場因攔跌對方「單刀」球員而被罰紅牌離場。2003年3月因受細菌感染而缺席球季餘下比賽。2004/05年球季梳利為雷丁在更名為冠軍聯賽中上陣44場及射入3球，卻在季末操練時弄傷膝蓋而缺席最後兩場比賽，雷丁因輸掉對狼隊及韋根這兩場而失去附加賽席位，他被BBC體育網站選為「英冠無名英雄」（The Unsung Hero）。2006年4月23日梳利入選「2006年PFA英冠年度最佳陣容」，這球季雷丁以破紀錄的106分贏取英冠聯賽冠軍及升班英超。8月1日，梳利與球隊簽下新合約直至2009年6月屆滿。
2006/07年賽季是梳利足球生涯中很重要的一季，梳利在首個頂級聯賽球季出色的表現令他首度獲英格蘭足球代表隊徵召。2006年11月12日主場對熱刺，梳利上半場射入為球隊扳平1-1，是個人首個英超入球，並扭轉形勢，反勝3-1完場。該季雷丁最終獲得英超第8位，梳利在2007年5月5日被雷丁球迷選為該季的「賽季最佳球員」的第二名。賽季尾很多球會欣賞梳利的表現，傳聞將他的名字與韋斯咸及紐卡素扯上關係，尚餘兩年合約的梳利拒絕續約，而韋斯咸正式出價500萬英鎊求購，被雷丁推卻，但梳利不排除在冬季轉會窗離隊的可能。
2007年12月17日雷丁與梳利仍為新約進行談判，但梳利表示除非英超「Big Four」其一隊邀請，否則不會離隊。2008年2月14日梳利決定將續約問題留待季後才作決定，在雙方為合約問題拖拖拉拉時，雷丁在聯賽已跌至降班邊緣，最終在球季煞科日確定降班，據報導梳利與阿士東維拉和樸茨茅夫商討轉會事宜。
阿士東維拉
2008年8月8日，阿士東維拉完成了梳利的轉會，簽下3年合約，轉會費未有公布，但他的母會莱顿东方可獲得15%分紅。梳利表示很喜愛雷丁，或將來有機會重回雷丁踢球。梳利加盟後穿上已離隊的加利·卡希爾的21號球衣。他在歐洲足協盃作客4-1擊敗夏拿佐杜亞（FH Hafnarfjordur）首度為維拉上陣。
2008年11月9日維拉主場對米杜士堡，賽前有機會晉身四強的維拉卻因守將的兩次錯失而落敗，上半場34分鐘唐寧長傳入禁區，梳利試圖用胸口解圍卻撞了給端基近門6碼射入，最終1-2完場痛失3分。馬田·奧尼爾於70分鐘將梳利換出，自此他便失去正選席位，魯克·楊格調任左閘，而其空缺則由古拿、格力·加特拿、李奧曲加或占士·米拿瓜代。但連串的防守失誤，包括0-5大敗於利物浦腳下，馬田·奧尼爾惟有在季末再派梳利上陣，將魯克·楊格調回慣常的右閘，於4月5日作客曼聯復任正選。
雖然領隊馬田·奧尼爾一再聲明梳利是包括在其未來大計中，但在2009年傳媒廣泛報導這名前雷丁守將未能確定其是否繼續留效維拉，然而梳利在2009/10年球季在維拉開季頭4場的比賽擔任正選。2009年9月1日有傳聞梳利會被外借到樸茨茅夫一整個球季，在造訪法頓公園球場後，雙方未能就合作達成協議，梳利仍然留在維拉。
2009/10年球季季初禾洛克自布力般流浪來投後，梳利再次被打入冷宮。2009年11月24日，本季僅6次代表維拉上陣的梳利被外借到英冠球會諾定咸森林直到12月尾。11月28日首次上陣主場迎戰唐卡士打，協助球隊大勝4-1。外借期間為森林上陣7場，於後5場比賽協助球隊保持清白之軀，獲森林延長借用到1月尾。2010年1月27日由於禾洛克脛骨受傷，馬田·奧尼爾召回梳利，期間合共為森林上陣9場，更協助球隊高據聯賽榜次席，但回歸首仗對阿仙奴，馬田·奧尼爾仍然將魯克·楊格調任左閘，梳利繼續坐冷板凳。於2月1日再被外借到富咸直到球季結束。
西布朗
2010年8月9日梳利轉投鄰近剛升班返回英超的西布朗，簽約兩年加一年優先續約，轉會費沒有透露。

### 國家隊
由於在2006/07年球季梳利在雷丁有出色的表現，雷丁球迷特別為他編了一首名為《梳利入選英格蘭》（Shorey For England）的打氣歌，在球季進行中，傳媒開始對當時尚未代表英格蘭的球員多加注意。
2007年5月25日梳利獲徵召加入英格蘭B隊在般尼主場摩亞球場（Turf Moor）對陣阿爾巴尼亞，並獲派正選上陣，直到下半場73分鐘才被列史葛入替，當時英格蘭已領先3-1，紀錄一直維持到完場。球評家認為梳利的表現足以提升上國家隊，而於5月26日隨即獲得麥卡倫挑選加入英格蘭大軍名單中，備戰對巴西的友誼賽及愛沙尼亞的2008年歐國盃外圍賽。2007年6月1日在溫布萊球場出戰巴西為梳利首次代表國家隊上陣，戰果1-1和氣終場，其表現獲得讚賞，但對愛沙尼亞卻未能佔一席位。在他獲得首頂國際賽喼帽一天後，他在雷丁市郊辛菲特（Shinfield）舉行婚禮。
2007年8月22日梳利第二次代表國家隊上陣，同樣在溫布萊主場迎戰德國，以1-2敗北。

## 榮譽
雷丁
- 英格蘭足球冠軍聯賽
  - 冠軍：2005/06年；

阿士東維拉
- 和平盃
  - 冠軍：2009年；

## 外部連結
- 足球数据库：梳利的球员统计数据
- 雷丁官網：梳利檔案
- 維拉官網：梳利檔案